# آبیاری کوزه‌ای
'آبیاری کوزه‌ای یا آبیاری گوزویی، یکی از روشهای سنتی و دیرینه آبیاری زیر سطحی است که در آن از کوزه‌های سفالی برای آبیاری استفاده می‌شود. این روش که یکی از روشهای باستانی، کم مصرف و ارزان قیمت آبیاری شناخته می‌شود، از دیرباز در مناطق خشک و نیمه خشک ایران به کار گرفته می‌شده است. از جمله جاهایی که این نوع آبیاری رواج داشته است، می‌توان به کنارهٔ کویر لوت کرمان و پیرامون شهرهای یزد و میبد اشاره کرد.
ساده‌ترین نمونه برای آبیاری کوزه‌ای، سبزه‌های سفره هفت سین نوروز هستند، که در کوزه‌های سفالی سبز شده باشند.

آبیاری کوزه‌ای

## شیوه انجام
در این روش از کوزه‌های متخلخلی از جنس گل رس استفاده می‌شود که بدون لعاب هستند. شیوهٔ کار چنین است که گودالی را در زمین و پیرامون ریشه درخت می‌کنند و کوزه‌های گلی را دورن آن چال می‌کنند و اطرافشان را با خاک و کود پر می‌کنند، به گونه‌ای که سر کوزه بیرون خاک بماند. پس از آنکه کوزه از آب شد، آب به تدریج از دیواره سفالی کوزه تراوش می‌کند و به خاک وارد می‌شود. در این روش آب از کوزه با سرعتی به بیرون نشت می‌کند که تحت تأثیر جذب ریشه گیاه است.

## ویژگی‌ها
- تنظیم خودکار آبدهی:

هنگام کار گذاشتن کوزه در خاک، سطح بیرونی کوزه بر اثر مکش خاک خشک پیرامونش، به تدریج آب از خود تراوش می‌کند، پس از چند روز که خاک اطراف کوزه نم دار شد، تراوش آب کوزه کمتر می‌شود و دوباره با کاهش مقدار نمناکی خاک، میزان آب دهی کوزه بیشتر می‌شود. این توانایی تنظیم خودکار آبدهی همانند سیستم‌های آبیاری پیشرفته‌ای رفتار می‌کند که در آن‌ها مکش سنج و کنترلر به کار برده شده است.
- پالایش:

آبی که درون کوزه ریخته می‌شود، توسط لایه‌های سفالی کوزه پالایش فیزیکی می‌یابد و در نتیجه می‌توان آبهایی را که میزان شوری شان نسبتاً بالا ست نیز در کشاورزی به کار برد.
- صرفه جویی:

در این روش به علت جلوگیری از تبخیر سطحی، با کمترین مقدار آب، بیشترین مقدار محصول به‌دست می‌آید.

## از میان رفتن و احیا
به‌کارگیری این روش از حدود ۵۰ سال پیش منسوخ شده است. دلیل آن نیاز به نیروهای انسانی فراوان برای کار گذاشتن کوزه‌ها در خاک و نیز احتمال شکستن و خرد شدن آن‌ها هنگام شخم زنی توسط ماشین آلات کشاورزی بود. وارد شدن فناوری حفر چاه‌های عمیق و پمپ‌های آب هم از دیگر دلایل آن بود.
با توجه به کم‌آبی‌ها و نیاز به صرفه جویی در منابع آبی، هم اکنون سامانه‌های آبیاری نوین با برگرفتن از از آبیاری کوزه‌ای و با بهره از لوله‌های سفالی اختراع شده‌اند که با رویکرد تحت فشار یا اختلاف سطحی کار می‌کنند.